# 吳鼎 (嘉慶進士)
吳鼎（1773年8月30日—？年），字石臣，號寶詩，浙江省錢塘縣人，行一，由監生中式乾隆五十一年丙午科順天鄉試第114名，嘉慶七年（1802年）壬戌科會試中式第54名，殿試二甲第39名進士

## 生平
- 分發四川即用
- 嘉慶十一年五月（1806年），補授四川省雙流縣知縣[3]，《雙流縣誌》載其「廉幹有聲，豪猾望風引去，任數年倉庾充實，治象樂豐，顧奉己淡嗇，暇則歌詩飲酒以自娛，詩奧衍不諧俗，每似其為人」[4]。
- 嘉慶十五年（1810年）調任鄰水縣知縣。《鄰水縣誌》載其“清正嚴明，弭盜多方，邑人頌曰除賊安良”[5]
- 嘉慶十九年（1814年）十月，任渠縣知縣[6][7]。